# پیکره سنگی بابا داوود عنبران

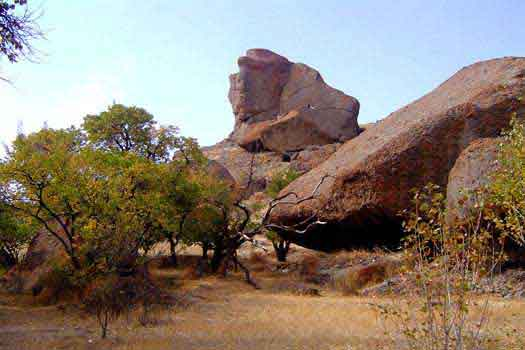
پیکره سنگی بابا داوود-در عنبران نمین

پیکره سنگی بابا داوود عنبران در ۴۰ کیلومتری استان اردبیل و در شهر عنبران واقع شده‌است. ارتفاع این پیکره بی نظیرحدود ۲۰ مترمی‌باشد. این پیکره به شکل انسانی که به روبرو نظاره گراست تشکیل شده‌است.
این پیکره شبیه مجسمه ابوالهول درمصرمی‌باشد. هرساله عده زیادی از گردشگران جهت دیدن این پیکره به شهر عنبران در شهرستان نمین  مسافرت می‌نمایند.
گروهی از دانشمندان و ایران شناسان این تندیس را همان نگهبان دریای مازندران (خزر) می‌دانند که در شبرنگ نامه، کتاب حماسی سده هفتم هجری، از آن یاد شده‌است.
| به راه اندرون کوه‌های بلند |  | فرازش یکی کهنه سنگ نژند |
| زبر کوه بیند کران تا کران |  | نگهبان دریای مازندران   |